# Norta
Norta is een Belgische fietsfabrikant, met vestigingsplaats in Olen.
In 2022 verkocht Norta 22.000 fietsen, waarvan 80% elektrisch, en de omzet was 24 miljoen euro. In 2023 stopte Norta met de klassieke stadsfiets en sindsdien maakt het enkel elektrische fietsen en speedpedelecs.

## Geschiedenis
Het familiebedrijf werd opgericht door Modest Van Hemelen (1893-1979). In 1908, toen hij 15 jaar was, overleed zijn vader, en als oudste zoon zette hij diens hoefsmederij op het dorpsplein van Olen voort. Na de Eerste Wereldoorlog werd er naast de hoefsmederij ook een velomakerij opgestart die fietsonderdelen leverde aan de kleine fietsenmakers uit de buurt.
Vanaf 1948 evolueerde de winkel op het Olense dorpsplein tot een groothandelszaak.
Na 1958 werd een fietsfabriek gestart met kaderbouw en lakkerij.
In 1970 werd een nieuwe fabriek gebouwd in de Stadsestraat. In die periode werden onder de naam Browning racefietsen uitgevoerd naar de Verenigde Staten.
In 2013 werd een nieuwe productiehal gebouwd voor e-bikes.